# サンタナ・ギャレット
サンタナ・ギャレット（Santana Garrett、1988年5月22日 - ）は、アメリカ合衆国のプロレスラー。フロリダ州オカラ出身。
父親はアメリカのインディー団体にて活動しているケニー・ギャレット（ケニーG）。

## 来歴

### インディー団体
2009年、ブルーノ・サッシーが主宰し、コーラルスプリングスに拠点とするインディー団体であるCCW（Coastal Championship Wrestling）にてプロレスラーになる為トレーニングを開始。11月27日、サンタナG（Santana G）のリングネームでプロレスラーデビューを果たし、CCW女子王座を保持するキンバリーに挑戦して勝利し、デビュー戦で王座を獲得する偉業を成し遂げる。
2010年4月よりCCWと並行してラリー・ズビスコとスコット・ホールが共同経営するオーランドのインディー団体であるアイ・ビリーブ・イン・レスリング（I Believe In Wrestling）にてトレーニングを始めた事をきっかけに男性レスラーとミックスマッチを行うようになる。6月12日、BELIEVE 18にてWWFやWCWで活躍したショーン・ウォルトマンと組んでベッキー・ベイレス & ミスター・セイント・ローレントと対戦して勝利。
2011年6月18日、PWX（Pro Wrestling Xtreme）にて元WWEディーバのジリアン・ホールと対戦。入場してマイクパフォーマンス途中のジリアンを襲撃してリング外へと追い出してアピールするも試合が開始すると同時にリングに入ったジリアンに捕まりサモアンドロップを決められ秒殺敗戦した。
2012年1月7日、BELIEVE 37にてクリスティーナ・ヴォン・イーリーと対戦して勝利した事をきっかけに抗争を開始。NWA加盟団体のリングウォリアーズ（Ring Warriors）、DPW（Dynamo Pro Wrestling）、MPW（Metro Pro Wrestling）と団体の枠を超える熱戦を演じた。また、この時期よりリングネームを本名名義であるサンタナ・ギャレット（Santana Garrett）へと変更。7月20日、フロリダ州にて新たなに旗揚げされた女子団体であるSHINEに参戦。ティナ・サンアントニオと対戦して勝利した。10月、イリノイ州バーウィンを拠点とするSHIMMERに参戦。27日にシャザ・マッケンジー、28日にメラニー・クルーズと対戦するがいずれも勝利するに至らなかった。
2013年3月17日、TNAのワンナイトオンリーPPV、Knockouts Knockdown 2013に参戦。ミス・テスメイカーと対戦するがフィニッシャーであるテス・ショッカーを喰らい敗戦した。同月30日、CWF（Carolina Wrestling Federation Mid-Atlantic）にてアンバー・オニールとアメリカン・スウィートハーツ（American Sweethearts）なるタッグチームを結成。アマンダ・ロドリゲス & スー・ヤンと対戦して勝利。
6月、I Believe In Wrestlingにて師匠であるチェイスン・ランスが保持するSCWフロリダクルーザー級王座を標的にするようになり、王座戦を繰り返す。7月21日のBELIEVE 55ではダブルKOとなる。8月21日、SHINE 12にて女子レジェンドレスラーであるブランディ・ワインと対戦するがノーコンテストに終わる。不完全燃焼により再戦を望みアンバー・オニールと組んでブランディ・ワイン & マリア・ホサカと対戦して勝利し、レジェンド超えを達成した。9月22日、BELIEVE 57にて再びチェイスン・ランスに挑戦して勝利し、女性初のSCWフロリダクルーザー級王者となった。同月27日、SHINE 13にてアンバー・オニールと組んでSNSエクスプレス（ジェシー・ベル・スマザーズ & サッシー・ステファニー）と対戦した事をきっかけに抗争を開始。10月9日、WWEの傘下団体であるNXTに参戦。シャーロットと対戦するが敗戦。12月13日、SHINE 15にてSNSエクスプレスとチーム解散をかけたルージングチーム・マスト・スプリットアップマッチを行い敗戦し、アメリカン・スウィートハーツを解散する事になった。

### TNA
2014年1月26日、TNAと契約を交わして入団。ブリタニー（Brittany）のリングネームでロースター入りし、3月13日にゲイル・キムを相手にデビュー戦を行いわずか2分で勝利した。デビュー後よりゲイル・キム、マディソン・スカイなどのノックアウトと組んでビューティフル・ピープル（アンジェリーナ・ラブ & ベルベット・スカイ）と抗争。また、TNA女子ノックアウト王座を賭けた試合に出場する機会が多かったものの結果を残す事ができず、12月6日にTNAから退団した。

### インディー団体
TNA退団後、2015年1月23日、SHINEにてSHINE王座を保持するミア・イムに挑戦するがベルトを奪取するに至らなかった。2月7日、NWA加盟団体であるSPW（Signature Pro Wrestling）にてNWA世界女子王座を保持するバービ・ヘイデンと対戦して勝利し、ベルトを奪取した。4月3日、SHINE 26にてSHINE王座を保持するミア・イムと自身のNWA世界女子王座を賭けたダブルタイトルマッチを行い、最後にシャイニングスタープレスを決めて勝利。NWA世界女子王座防衛と同時にSHINE王座を奪取した。7月25日、AWS（Alternative Wrestling Show）のSummer HeatにてPWR（ Pro Wrestling Revolution）のPWR世界女子王座を保持するクリスティーナ・ヴォン・イーリーと自身のNWA世界女子王座を懸けたダブルタイトルマッチを行うがダブルKOとなり両者引き分けに終わった。
10月、日本の団体であるスターダムに参戦する事が発表された。10月16日、スターダムUSAツアーに参戦。大会当日に急遽出場する事になった元WWEのメリーナ・ペレスと組んでオオエドタイ（ハドソン・エンヴィー & サンダー・ロサ）と対戦してロサにラリアットを連発で浴びせてからロシアン・レッグスウィープで倒し、最後にスプリングボード・ムーンサルトを決めて勝利した。10月25日、初来日を果たしスターダムに参戦。STARDOM MASK FIESTA2015～Halloween Party～にてサンタナ・ワンダー（Santana Wonder）なる覆面レスラーに変身してラッキー・ブランカと組んでクレイジー・ウルフ & ダトゥーラと対戦。最後にウルフへトラース・キックからシャイニングスタープレスへと繋げて勝利した。11月23日、ワンダー・オブ・スターダム王座を保持する紫雷イオとNWA世界女子王座を賭けてダブルタイトルマッチを行う。エビ固めの応酬を制して勝利し、ベルトを奪取。
帰国後、12月から2016年1月にかけてBELIEVE、AFW（Athletic Fun Wrestling）、OPW（Orlando Pro Wrestling）等の団体でワンダー・オブ・スターダム王座の防衛戦を繰り広げ、通算6防衛に成功。更に日本での宝城カイリ戦を挟み、3月13日のCCWでの防衛戦で通算9度目の防衛に成功。愛川ゆず季の持つ防衛記録を更新。2月4日、NXTに参戦。ASUKAと対戦して最後に飛びつき腕ひしぎ逆十字固めからアスカロックへと繋げられ敗戦。3月2日、エマと対戦。中盤にはハンドスプリング・バックエルボーを決めてアピールするがエマのセコンドであるデイナ・ブルックの介入に邪魔され最後にエマ・ロックを決められ敗戦。

### WWE
2019年8月14日、WWEと育成契約を結んだことが発表された。

## 得意技

### フィニッシュ・ホールド
シャイニングスタープレス
フィニッシャー。ハンドスプリング・ムーンサルト

### 打撃技
エルボー
ハンドスプリング・バックエルボー
ドロップキック
通常、低空式を使用。
延髄斬り
バック・ハンド・チョップ

### 投げ技
スプリングボード・アームドラッグ

### 絞め技
クロスフェイス・チキンウィング

### フォール技
バックスライド
スモール・パッケージホールド
スクールガール

## 入場曲
- A Reign That Never Ends

## タイトル歴
NWA（National Wrestling Alliance）
- NWA世界女子王座 : 1回

スターダム
- ワンダー・オブ・スターダム王座 : 1回

SCW（Southern Championship Wrestling）
- SCWフロリダクルーザー級王座 : 1回
- SCW女子王座 : 1回

CCW（Coastal Championship Wrestling）
- CCW女子王座 : 2回

Ring Warriors
- Ring Warriorsバトリングボムシェル王座 : 1回

APWA（American Pro Wrestling Alliance）
- APWAメイソン・ディション女子王座 : 1回

WOW（Women of Wrestling）
- WOWタッグ王座 : 1回

w / アンバー・オニール
BPW（Belleview Pro Wrestling）
- BPWタッグ王座 : 1回

w / チェイスン・ランス
USPW（USA Pro Wrestling）
- USPW女子王座 : 1回

USWA（USA Wrestling Alliance）
- USWA女子王座 : 1回